# La Rota (Castell de l'Areny)
La Rota és una obra del municipi de Castell de l'Areny (Berguedà) inclosa en l'Inventari del Patrimoni Arquitectònic de Catalunya.

## Descripció
Construcció que segueix la tipologia clàssica de la masia. Estructurada en planta baixa i dos pisos d'alçada com a màxim. Està coberta a dues aigües amb teula àrab i el carener perpendicular a la façana de llevant. El parament és de pedres irregulars unides amb morter. Fou construïda a finals del segle xvii i ampliada al XVIII, quan s'annexe un cos quadrat cobert a dues aigües adossat a la façana de migdia, alhora que es tancava l'era amb un clos emmurallat i la construcció d'una pallissa. Les obertures són de petites dimensions, amb llindes de fusta repartides per totes les façanes.

## Història
La masia surt ja esmentada al fogatge de 1553, i s'anomena a Francesc Rogua. Està situada dins dels dominis de la baronia alta de la Portella, capbrevada el 1718.